# Bogodar
Bogodar, Bogudar – imię męskie pochodzenia słowiańskiego.

## Pochodzenie
Zostało złożone z członów Bog- („Bóg”, ale pierwotnie „los, dola, szczęście”) i -dar („upominek, dar, ofiara”). Być może oznaczało „tego, kto jest darem losu”. 
Imię to (wraz z Bożydarem) uważa się za równoważnik znaczeniowy imienia Adeodat, a zatem Bogodar obchodzi imieniny w dniach wspomnienia św. Adeodatów.

## Świętowanie
Bogodar, Bogudar imieniny obchodzi:
- 27 czerwca, na pamiątkę św. Adeodata, biskupa Noli,

- 2 lipca, na pamiątkę św. Adeodata (VI wiek),

- 10 sierpnia, na pamiątkę św. Adeodata wyznawcy, z Rzymu,

- 9 października, na pamiątkę św Adeodata, opata

- 8 listopada, na pamiątkę św. Adeodata I, papieża

Imię Bogodar posiada znaczenie zbliżone do imion Bogdan i Teodor. W związku z czym Bogodar obchodzi imieniny również 9 listopada.

## Znane osoby
Znane osoby noszące imię Bogodar i Bogudar:
- Bogodar Winid – polski geograf i kartograf

- Bogudar Kordasiewicz – polski prawnik